# Burgstelle Grub

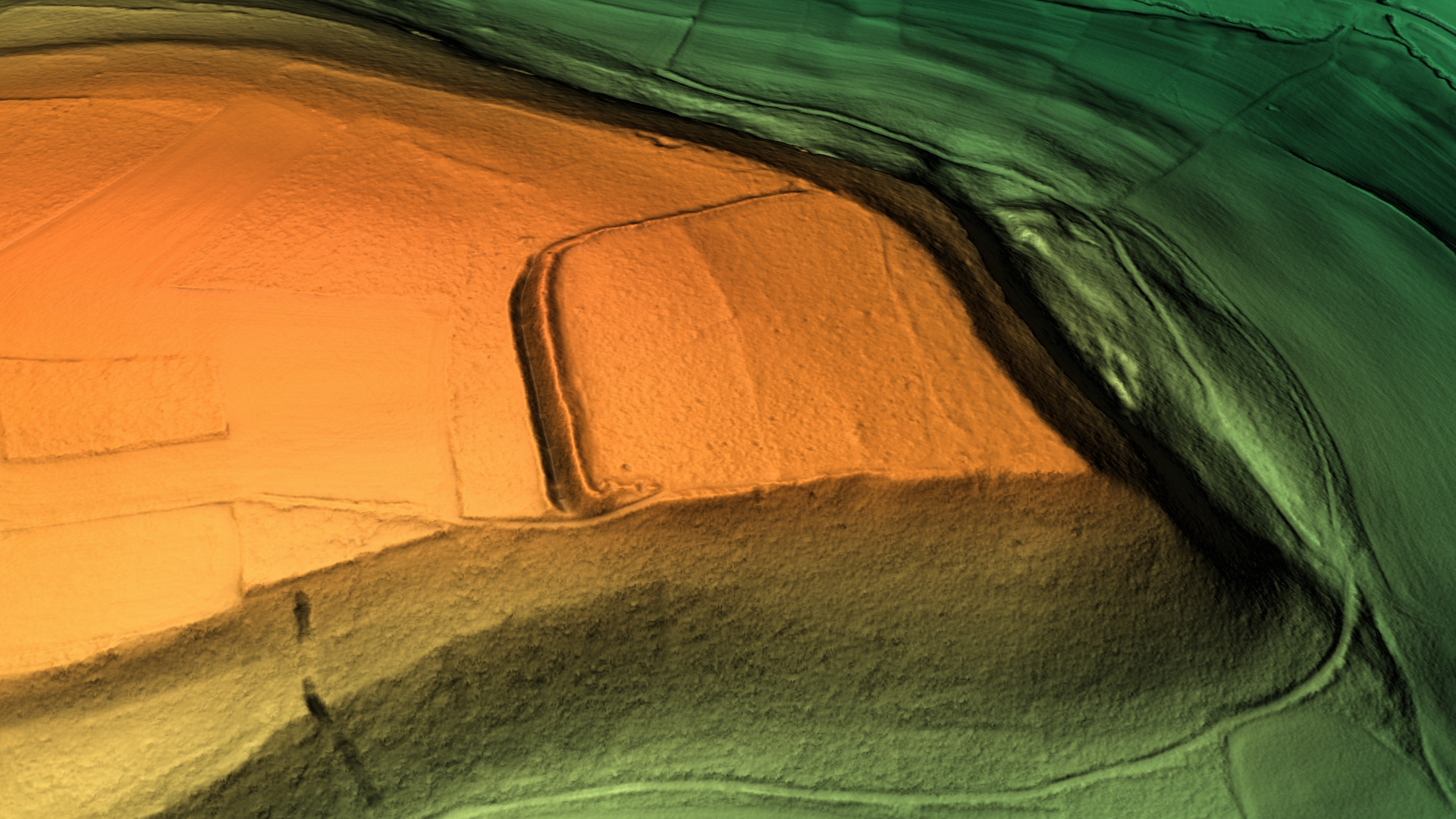
3D-Ansicht des digitalen Geländemodells

Die Burgstelle Grub ist eine abgegangene, vermutlich vorgeschichtliche Sporn- und Wallburg auf dem Gebiet des Ortsteils Bachfeld der Stadt Schalkau im Landkreis Sonneberg in Thüringen.
Die Burgstelle befindet sich auf einer Anhöhe (Gruber Höhe) bei 530 m ü. NN und liegt unmittelbar nördlich über der Wüstung Grub, unweit der historischen Grenze zu den heßbergischen Ländereien im heutigen Landkreis Hildburghausen am südlichen Steilufer der Itz, südlich des Weitesfelder Wassers, westlich der Gemeinde Bachfeld.
Vermutlich geht die Anlage auf die Edelmänner Erffo und Christian zurück, die in Grub, in Bachfeld und auf dem Heidberg begütert waren. Edelmann Christian verlor 929 durch ein Urteil des Landgerichts sämtliche Güter, weil er des Diebstahles zweier Fohlen von Stuten des Stiftes Fulda in Salzungen schuldig gesprochen wurde. Graf Poppo, vermutlich III., zog sämtliche Güter ein und übereignete sie Abt Hadamar. Fuldaische Ritter sollen die Burg danach als Vergeltung verwüstet haben.
Außer einem  deutlich erkennbaren Wall wurden im Gelände keine Befunde festgestellt.